# Llorenç Galmés Verger
Llorenç Galmés Verger (Santanyí, 28 de setembre de 1983) és un economista i polític mallorquí. Militant del Partit Popular de les Illes Balears (PPB), Galmés ha exercit com a regidor, tinent de batle i batle de la seua població natal, diputat del Parlament de les Illes Balears i conseller de Mallorca.

## Biografia
Llorenç Galmès va formar part de la Banda Municipal de Música de Santanyí des dels 7 anys. Va ser regidor a l'ajuntament de Santanyí. Després de ser quatre anys President de la Junta Local de les Noves Generacions del PP a Santanyí i de les Noves Generacions del PP de Mallorca quatre anys més, Galmés va esdevindre entre els anys 2008 i 2012 President Regional de les Noves Generacions del PP balear. Durant tots aquells anys, ja havia exercit com a regidor i tinent de Batle de Santanyí.
Va ser elegit diputat a les eleccions al Parlament de les Illes Balears de 2011 a la candidatura encapçalada pel qui seria President Balear, José Ramón Bauzà. Durant aquest període parlamentari Galmés va formar part de les comissions parlamentàries d'Economia i Pressuposts, Salut i Control de l'Ens Públic de Radiotelevisió de les Illes Balears. A més, també va ser número 2 de la llista municipal del PP de Santanyí el mateix any, sent elegit Batle del seu poble, Santanyí, el 12 de juliol de 2013 després de la renuncia de l'aleshores Batle, en Miquel Vidal Vidal. Fou reelegit Batle de Santanyí després de les eleccions municipals espanyoles de 2015, alhora que deixà el seu escó com a diputat balear. Va ser substituït com a primer edil per la seua companya de partit, Maria Pons Montserrat.
Quan l'any 2019 deixà la batlia de Santanyí, el President del PPB, Gabriel Company Bauzá, el nomenà President del PP de Mallorca. El mateix any va ser candidat a les eleccions al Consell Insular de Mallorca de 2019 pel PP, obtenint el 20,51 percent dels vots emesos i només 7 escons, obtenint els pitjors resultats del PP a la institució des de la creació d'aquesta i romanent a l'oposició durant la legislatura 2019-2023. A les eleccions al Consell Insular de Mallorca de 2023 tornà a ser electe conseller insular com a cap de llista del PP, aquesta vegada obtenint el 34'13 percent dels vots i 13 escons, resultant el guanyador dels comicis i virtual President de Mallorca.